# Palác České banky
Palác České Banky či palác Ligna je rohový bankovní, kancelářský a prodejní dům postavený na křižovatce Václavského náměstí a Vodičkovy ulice, na adrese č. p. 791, 110 00 na Novém Městě, Praha 1. Budova vznikla jako moderní zázemí pro Českou banku, ale také jako místo společenského života s obchodní pasáží a biografem. Autorem návrhu stavby byl architekt Osvald Polívka ve spolupráci s arch. Josefem Sakařem.

## Historie
Na rohové parcele náměstí a Vodičkovy ulice původně stál renesanční dům U Lhotků, jehož součástí byla známá věž s nástěnnými malbami Josefa Navrátila. V období před první světovou válkou parcelu zakoupila Česká banka, která se zde rozhodla vybudovat reprezentativní sídlo s obchodní pasáží a suterénním kinem. Její návrh vypracoval arch. Osvald Polívka s Josefem Sakařem ve stylu pozdně secesního novoklasicismu.   
Palác vznikal ve stejné době, jako další nedaleké prostory s pasáží, stavěné zároveň: palác Rokoko a palác Lucerna, umístěné v protějším bloku Vodičkovy ulice. Vypuknutí první světové války v polovině roku 1914 výstavbu vinou nedostatku materiálu i pracovní síly pozdrželo, v době svého dokončení se nicméně jednalo o jednu z nejvyšších a nejhonosnějších budov v prostoru Václavském náměstí. Samotná pasáž s kinem byla dokončena až roku 1918. Funkci věžních hodin z domu U Lhotků pak přebraly hodiny umístěné na sousedním Stýblově domě, dokončeném roku 1892.  
V kupoli paláce bylo krátce po vzniku Československa umístěno první filmové studio v zemi v majetku společnosti Praga Film, kterou kapitálem jednoho milionu československých korun kryla Česká banka. Stejně tak zde měl v nejvyšším patře svůj ateliér malíř Alfons Mucha. Již při vzniku stavby byla na její fasádu z Vodičkovy ulice umístěna štuková pamětní deska bratrům Karlu Ignáci a Václavu Thámovým, kteří v domě U Lhotků žili a divadlu Bouda, které stávalo v letech 1786–1789 nedaleko odsud.   
V roce 1947 byl proražen průchod pasáží do Františkánské zahrady. Po roce 1948 byla budova znárodněna. Při budování stanice linky A pražského metra Můstek byla část přízemního prostoru budovy vybourána a byl zde vybudován jeden ze vstupů do vestibulu metra. Po roce 1989 budovu zakoupila společnost ČSOB, která centrální část stavby opět využívá jako bankovní palác.  

## Popis
Čtyřpatrový rohový dům je vystavěn v pozdně secesním novoklasicistním stylu. Nároží dominuje okrouhlé průčelí zakončené kupolí. Úzký pozemek parcely je kompenzován vrstvením pater, stavba je svou větší částí orientována do Vodičkovy ulice. Fasáda a římsy jsou vyzdobeny štukovými ornamenty. V jižní části stavby se nachází pasáž Světozor umožňující průchod do Františkánské zahrady.

## Galerie

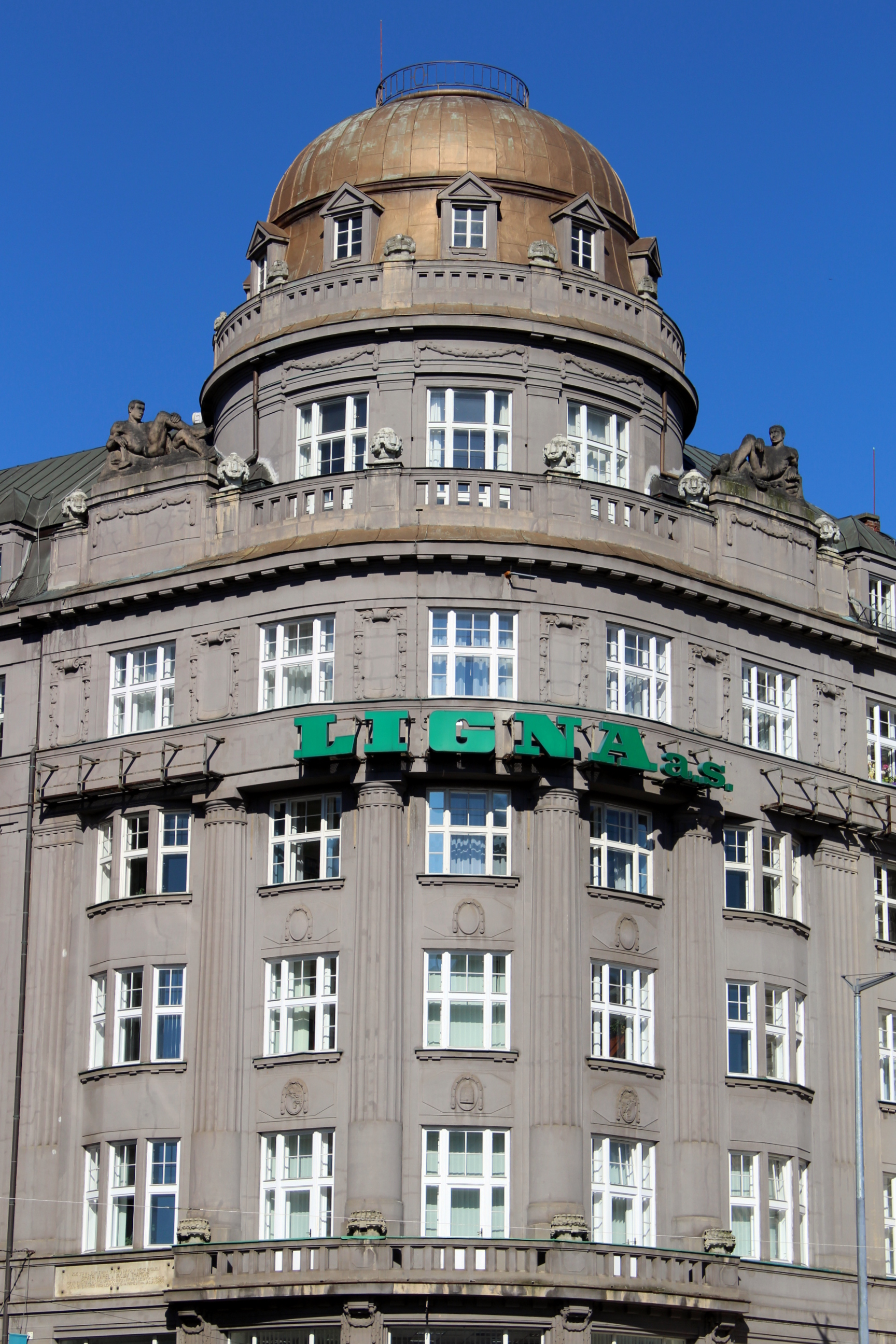
Detail průčelí
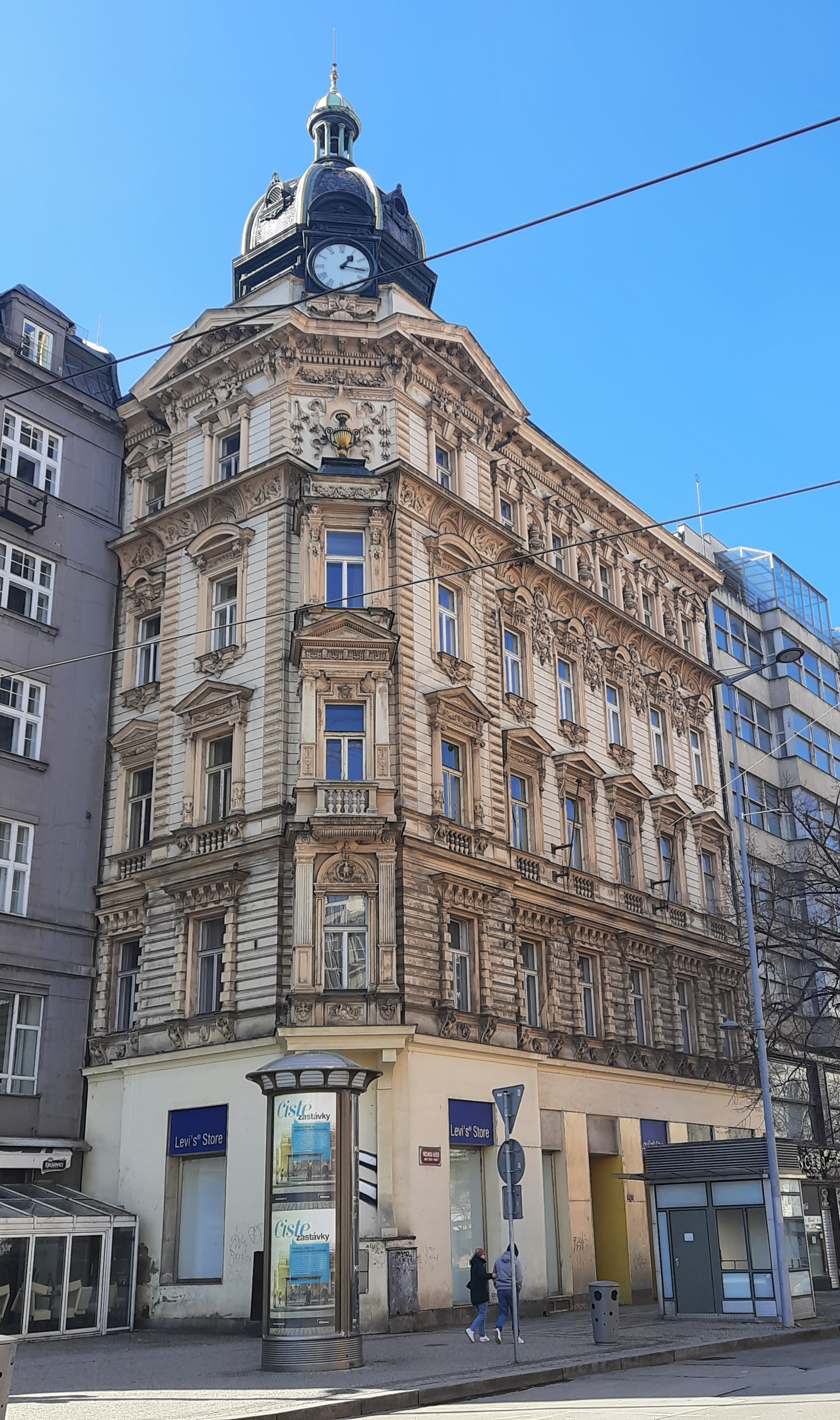
Stýblův dům, sousedící s palácem u Václavského náměstí
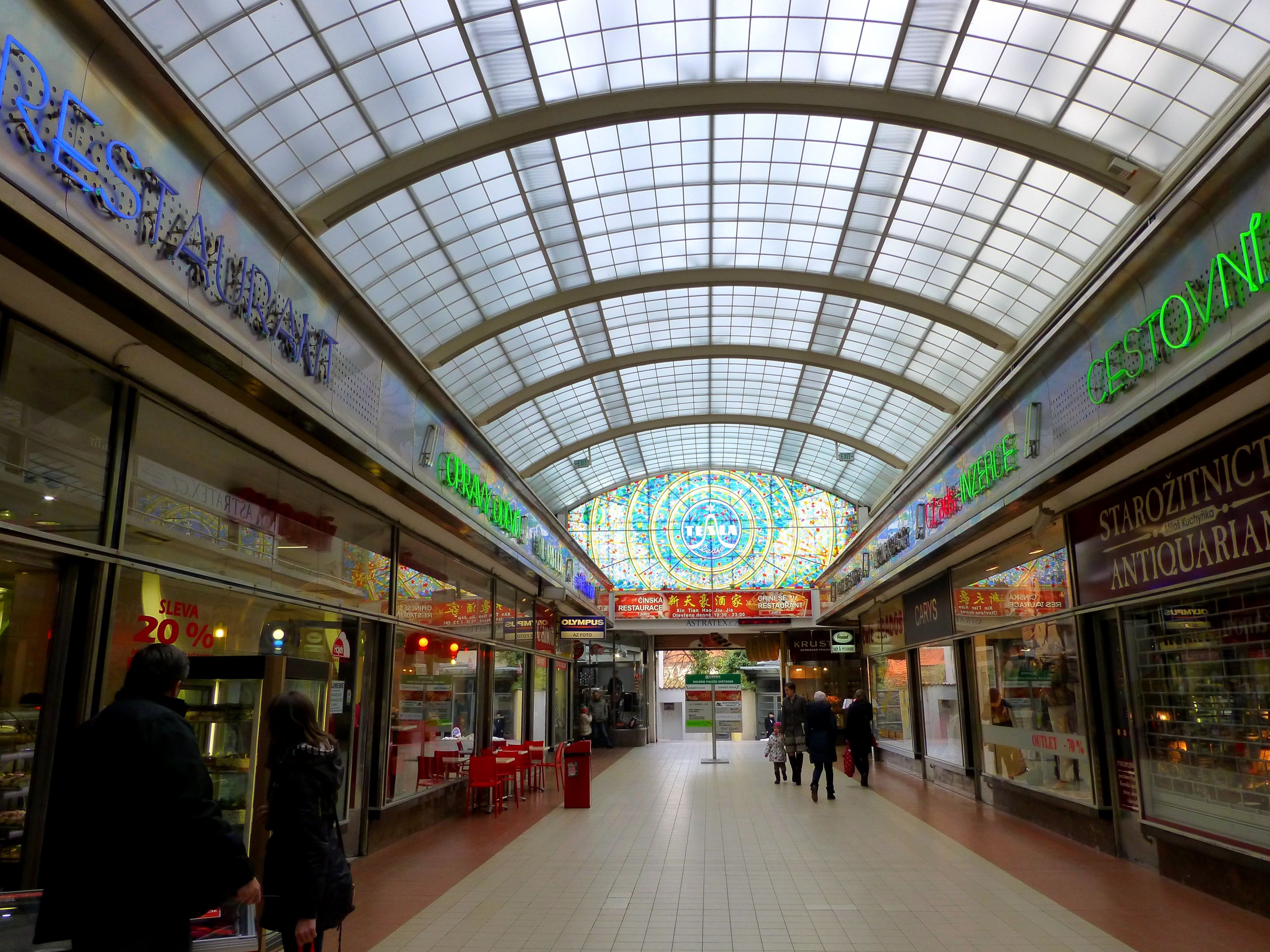
Pasáž Světozor